# Immenreuth
Immenreuth é um município da Alemanha, situado no distrito de Tirschenreuth, no estado da Baviera. Tem 18,05 km² de área, e sua população em 2019 foi estimada em 1.858 habitantes.